# Thoutmôsis (sculpteur)
Pour les articles homonymes, voir Thoutmôsis.
Thoutmôsis (ou Djéhoutymosé, Thoutmès) est supposé être le sculpteur officiel du pharaon Akhenaton à la fin de son règne. Une expédition archéologique allemande mené par Ludwig Borchardt en 1912, en fouillant l'ancienne capitale amarnienne Amarna, a trouvé une maison et un atelier en ruine (répertorié P47.1-3). Ce complexe semble avoir appartenu à un certain Thoutmôsis ; cette hypothèse formulée par Borchardt se base sur une inscription découverte sur une petite œillère en ivoire (élément d'un harnais d'un cheval) trouvée dans une fosse à ordures dans la cour.
Parmi les nombreux objets découverts figure le fameux buste de Néfertiti et deux têtes inachevées (Le Caire et Berlin). La plupart se trouvent à l'Ägyptisches Museum de Berlin, au musée égyptien du Caire, et au Metropolitan Museum of Art.
En 1996, l'égyptologue français Alain-Pierre Zivie découvre à Saqqarah un tombeau orné de l'inscription « chef des peintres dans la place de Vérité, Thoutmôsis ». Le tombeau date de la période qui suit celle d'Amarna. Bien que le titre du Thoutmôsis de Saqqarah soit légèrement différent du titre du Thoutmôsis connu d'Amarna, il semble probable qu'il se réfère à la même personne et que les différents titres représentent différentes étapes de sa carrière.
Ces portraits nous indiquent que les sculptures achevées étaient des sculptures composites, réalisées par l'assemblage de plusieurs éléments emboités.

## Galerie photos

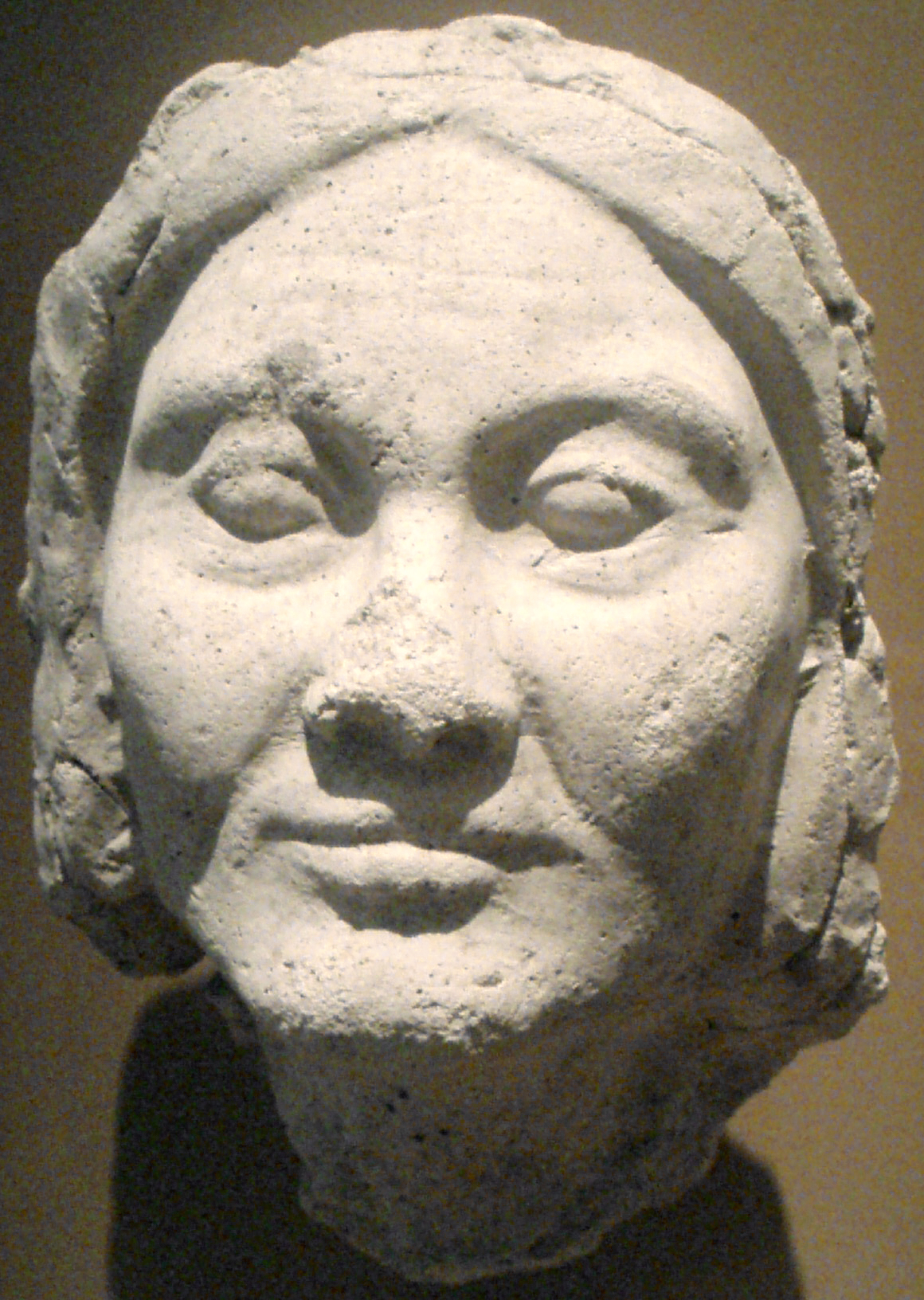
Visage d'une vieille femme de la fin du règne d'Akhenaton, Metropolitan Museum of Art, New York.
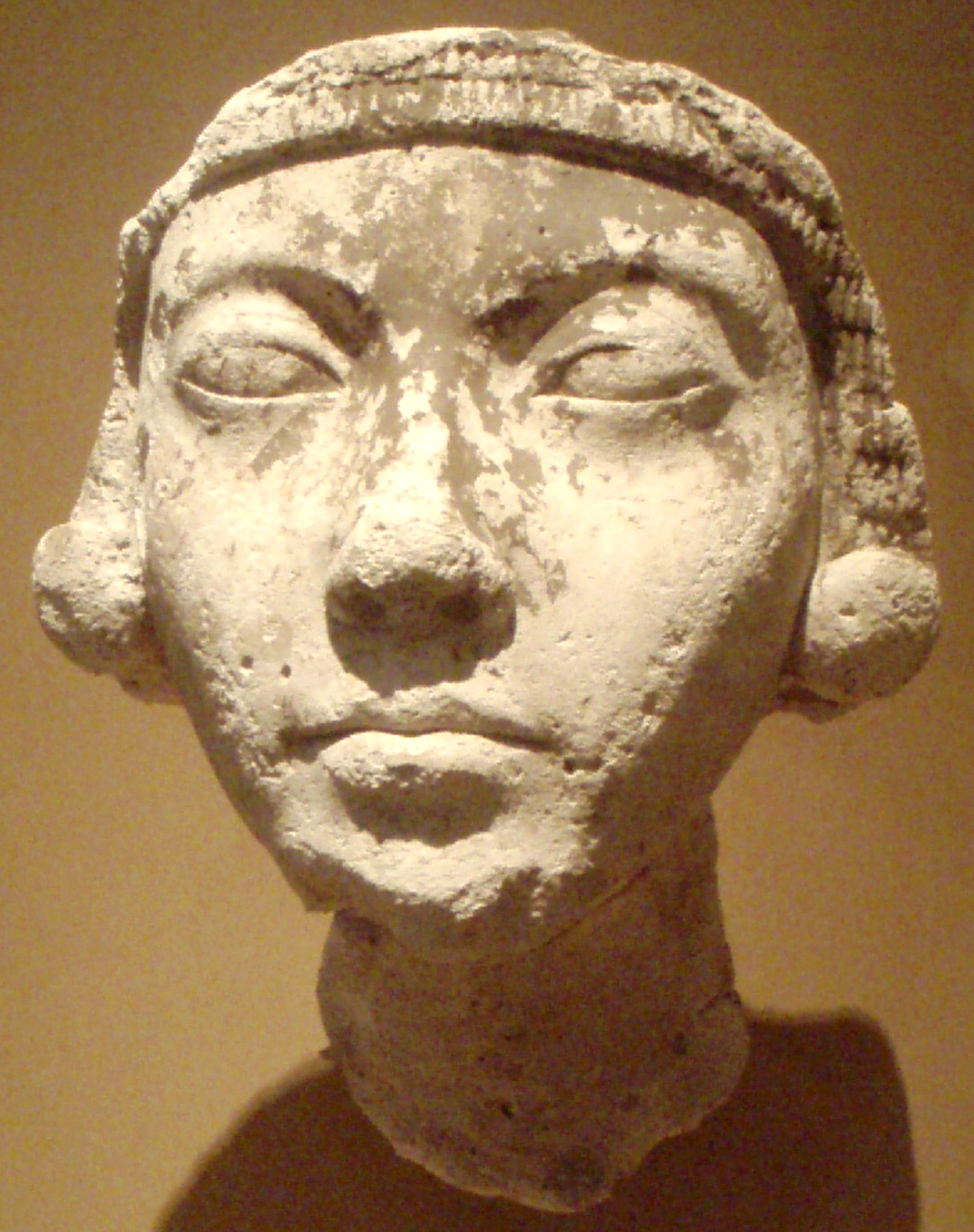
Visage d'une jeune femme, peut-être Kiya (une des femmes d'Akhenaton), Metropolitan Museum of Art, New York.
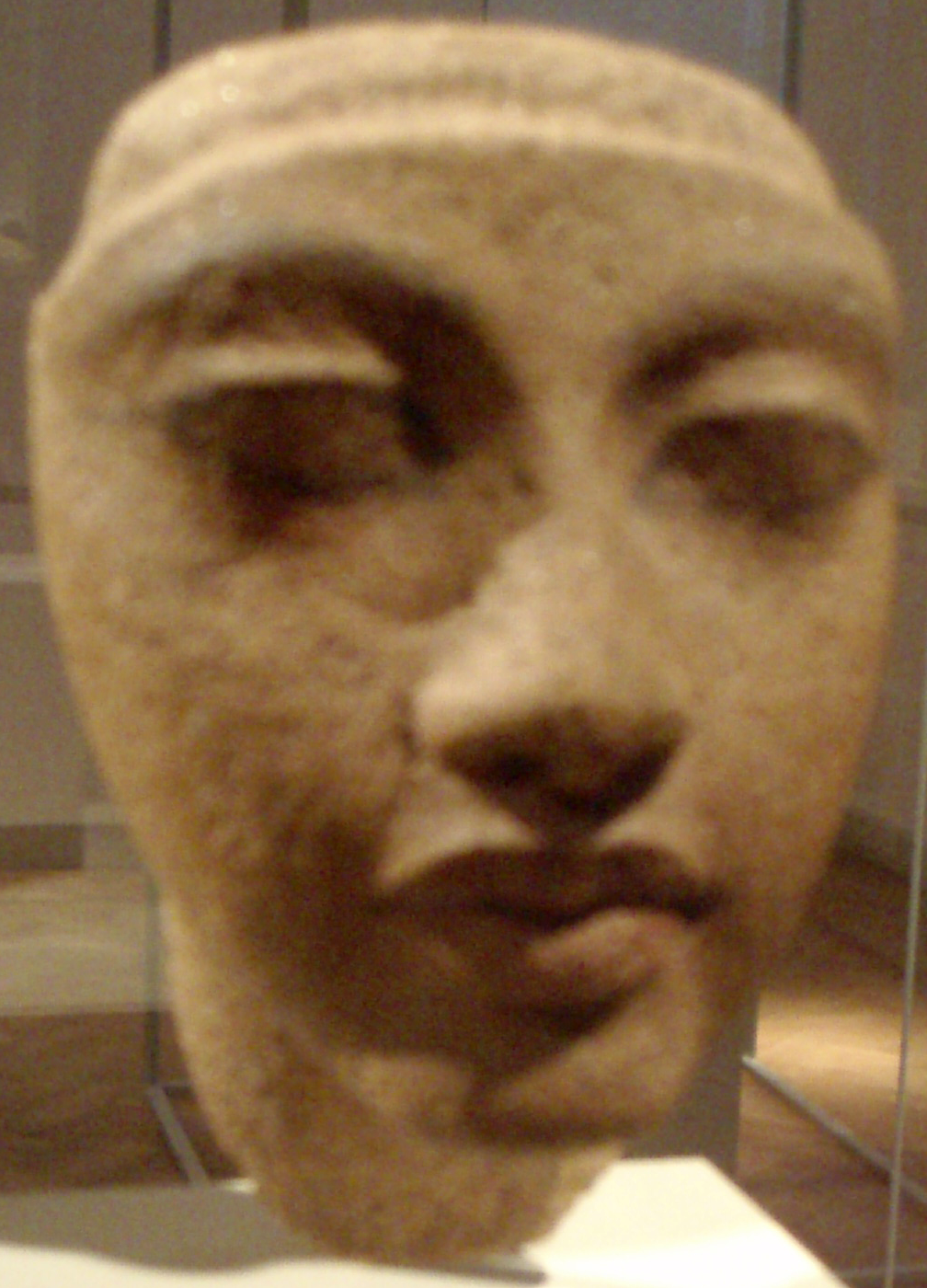
Étude de portrait de Kiya, Ägyptisches Museum, Berlin.
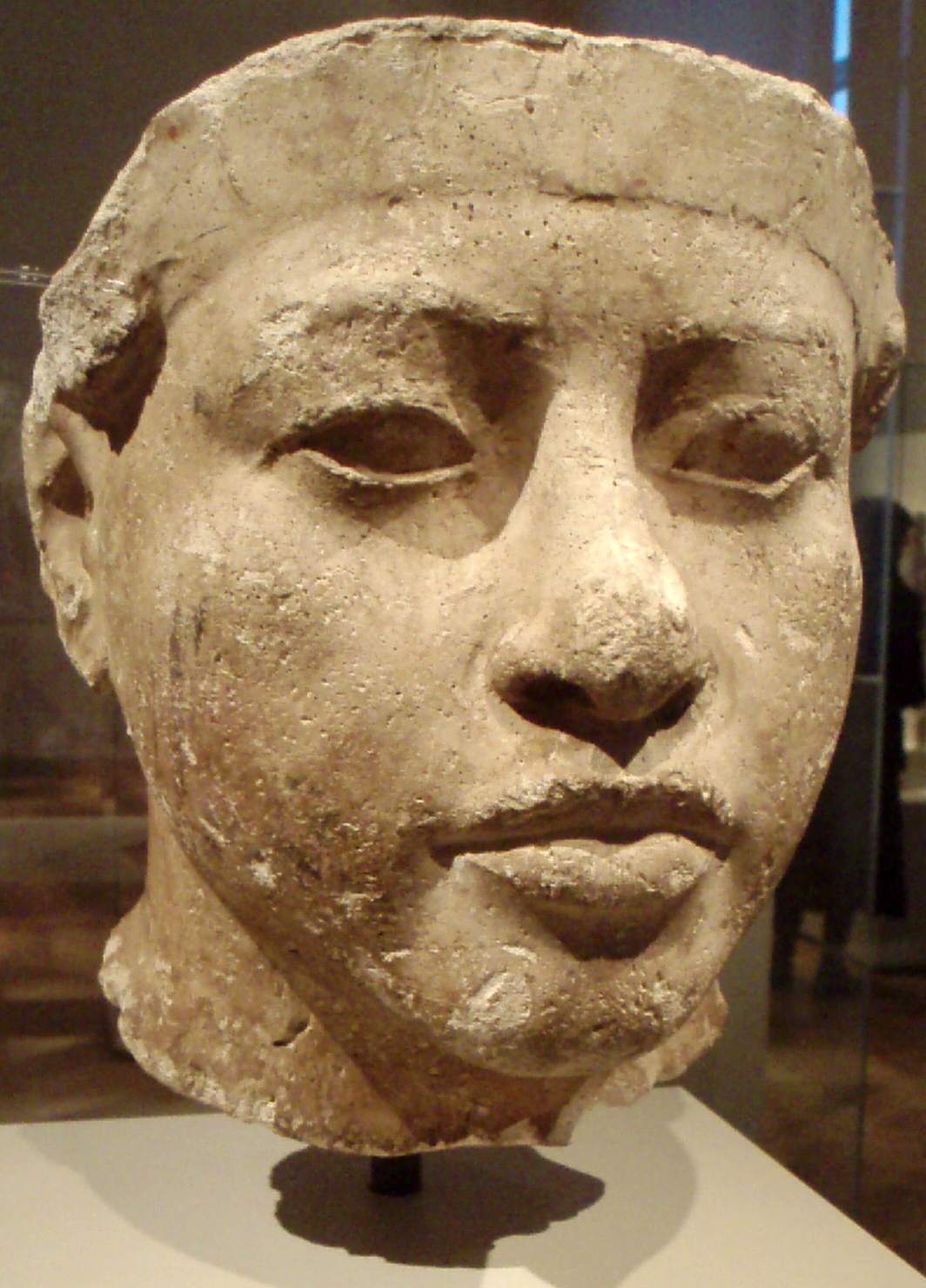
Étude de portrait supposée d'Amenhotep III, Ägyptisches Museum, Berlin.
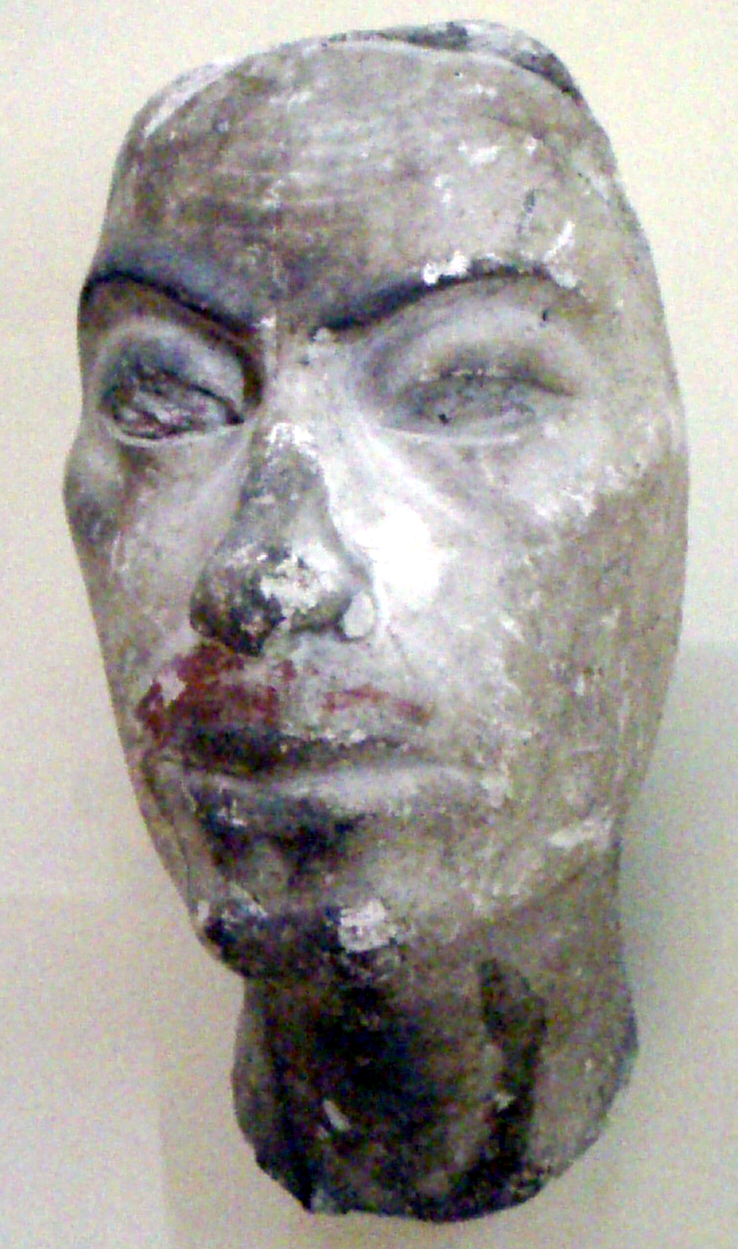
Étude de portrait supposé d'Aÿ, Ägyptisches Museum, Berlin.
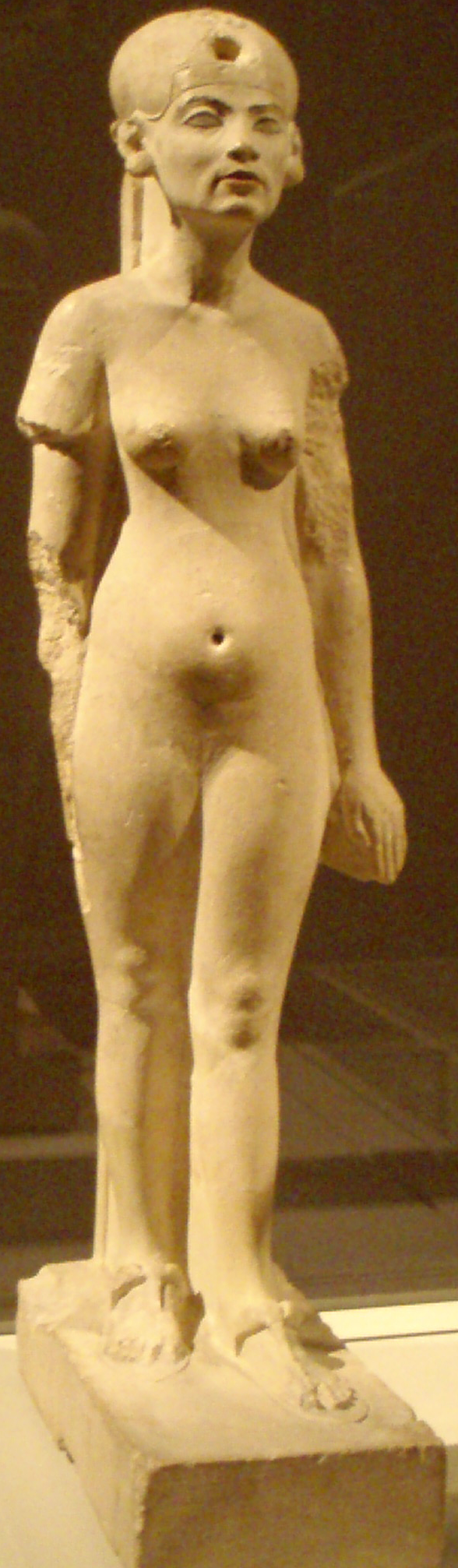
Statuette de Néfertiti, Ägyptisches Museum, Berlin.
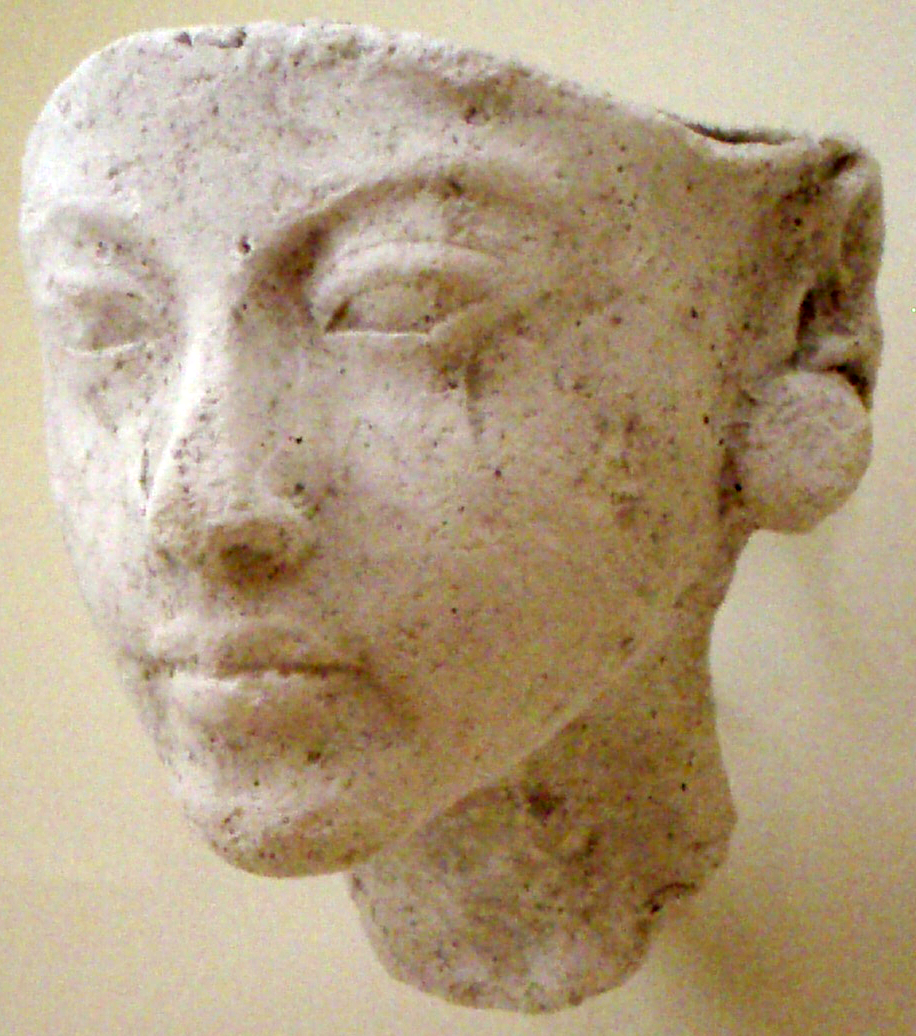
Étude de portrait supposée de Néfertiti, Ägyptisches Museum, Berlin.
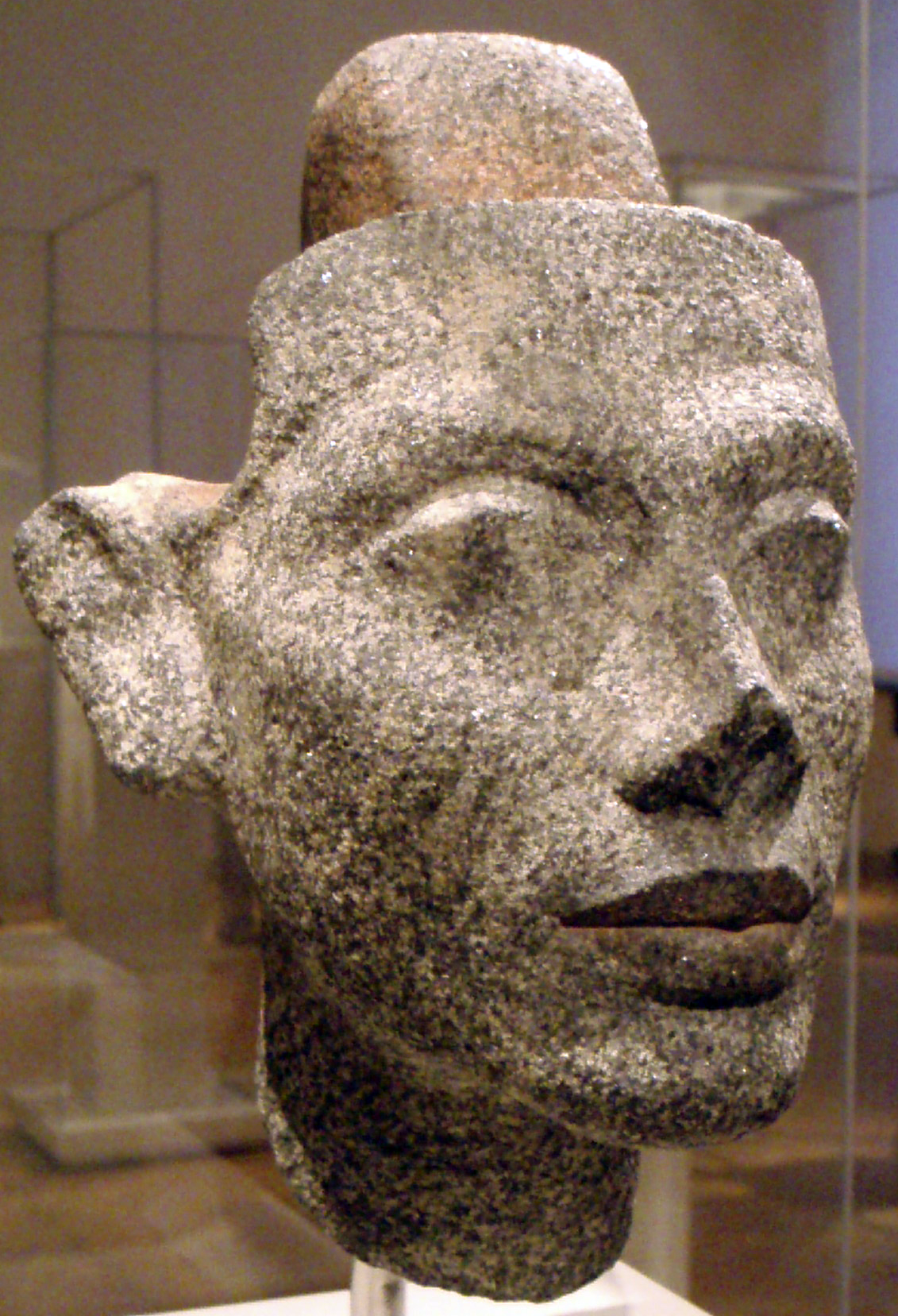
Tête en granite de Néfertiti, Ägyptisches Museum, Berlin.